# Brocchinia steyermarkii
Brocchinia steyermarkii es una especie del género Brocchinia. Esta especie es nativa de Venezuela en Bolívar, donde se encuentra  desde Santa Teresita de Kavanayen a la base de Ptaritepui.

## Taxonomía
Brocchinia steyermarkii fue descrito por Lyman Bradford Smith  y publicado en Fieldiana, Botany 28(1): 136, f. 19, a–c. 1951.
Etimología
Brocchinia: nombre genérico que fue otorgado en honor del naturalista italiano Giovanni Battista Brocchi.
steyermarkii: epíteto otorgado en honor del botánico Julian Alfred Steyermark.